# Елисейски дворец
Елисейският дворец (на френски: Palais de l'Élysée – Палѐ дьо л'Елизѐ) е официална резиденция на президента на Френската република.
Разположен е в Париж, 8-и арондисман, ул. „Фобур Сент Оноре“ (Faubourg Saint-Honoré) 55, недалеч от прочутото авеню „Шанз-Елизе“, което в превод означава „Елисейски полета“ и откъдето е получил името си.

## Предназначение
Там се провеждат заседания на правителството на Франция (което се ръководи от президента). В градините на двореца вечерта на 14 юли (деня на превземането на Бастилията) се устройват празненства по случай деня на Френската република (националния празник на страната).
В Елисейския дворец президентът приема главите на чуждестранните държави, с почетен караул на Републиканската гвардия на Франция.

## История
Зданието е строено за граф Еврьо (Évreux) от рода Латур д’Оверн (La Tour d’Auvergne) и неговата съпруга от рода Кроза (Crozat, най-богатия тогава в страната, кредитирал краля, с монопол върху Луизиана) като градски дворец (hôtel particulier) в стил Регентство от архитект Арман-Клод Моле през 1718 – 1722 г. След смъртта на графа през 1753 г. е придобит от крал Луи XV за мадам дьо Помпадур, която увеличава площта му. След нейната смърт през 1764 г. преминава към далечни роднини на краля.
При Наполеон I за първи път е използван за нуждите на правителството. Там са живели също сестра му Каролин Мюрат и жена му императрица Жозефина.
През 1816 г. е купен от Луи XVIII. Става официална резиденция на президента на Втората република Наполеон III (1848), който се провъзгласява (1852) за император и заема обичайната монархическа резиденция – двореца Тюйлери.
Самият Елисейски дворец е престроен (1853 – 1867) по разпореждане на императора от архитект Лакроа и оттогава неговият външен вид не е променян.

## Галерия
- Изглед към двореца от парка
- Порта на двореца